# Завьялов, Роман Олегович
Роман Олегович Завьялов (17 сентября 1999) — российский футболист, крайний защитник и полузащитник.

## Биография
Воспитанник футбольной школы московского «Динамо». Во второй половине 2010-х годов выступал за молодёжный состав клуба «Химки», а также играл в студенческих соревнованиях за МПГУ.
В сентябре 2018 года перешёл в армянский клуб первого дивизиона «Ереван». В сезоне 2018/19 со своим клубом стал серебряным призёром первой лиги, сыграв 23 матча и забив 2 гола. 2 августа 2019 года дебютировал в высшем дивизионе Армении в игре против «Арарата». Всего в осенней части сезона 2019/20 провёл 9 матчей в высшей лиге, однако его клуб был безнадёжным аутсайдером и проиграл все матчи, а во время зимнего перерыва прекратил существование. В дальнейшем футболист не выступал на профессиональном уровне.